# Premier prix
Ne doit pas être confondu avec Premier prix de Conservatoire ou Premier Prix de piano.
 (février 2013).
Si vous disposez d'ouvrages ou d'articles de référence ou si vous connaissez des sites web de qualité traitant du thème abordé ici, merci de compléter l'article en donnant les références utiles à sa vérifiabilité et en les liant à la section « Notes et références ».
Un premier prix est l'expression qui désigne, dans les points de vente, le fait que le vendeur met à disposition du consommateur des produits mis en vente au prix le plus bas.

## Justification de l'usage des produits "Premier prix"
L'usage de produits "Premier prix" est justifié - du point de vue du vendeur - par plusieurs motivations (qui peuvent se combiner) :
- la volonté d'offrir des produits intéressant une clientèle à faible budget ou recherchant simple et dépourvu de caractéristiques trop sophistiquées.

L'existence d'un segment important de cette clientèle dans la zone de chalandise conduit à cette décision.
- la pratique d'un prix suffisamment bas pour constituer un produit d'appel

Selon la formule célèbre de B. Trujillo "Consentir à l'existence d'un îlot de pertes pour gagner un océan de profit..." , les produits d'appel ont l'avantage d'augmenter la fréquentation du point de vente qui peut espérer vendre au visiteur d'autres produits à forte marge . ( principe largement usité dans la distribution et dénommé principe de compensation)
- la pratique d'un prix suffisamment bas pour créer un effet de vente croisée. Ex: Prix bas et marge basse pour l'achat d'une imprimante, mais prix élevé et marge plus forte sur les cartouches d'encre et/ou les ramettes de papier.
- le pari qu'un prix bas engendrera une forte hausse des volumes (hypothèse d'un produit à forte Élasticité-prix) . Plutôt que de vendre 10 unités de marge unitaire à 10 euros (marge totale : 10 X 10 = 100), pourquoi ne pas tenter de vendre 100 unités avec une marge unitaire de 2 euros ? (marge totale : 100 X 2 = 200)

## Relativisation de la notion de "Premier prix"
La notion de "premier prix" n'est pas une donnée absolue : L'ensemble des consommateurs ne prend pas sa décision sur le seul niveau de prix. Selon l'appartenance à tel ou tel segment de clientèle, d'autres facteurs de poids peuvent intervenir, comme :
- les fonctionnalités du produit
- le niveau de qualité, durabilité ,
- le provenance du produit, l'existence d'un label ou d'une certification
- l'existence de services (garantie plus ou moins longue, service après vente, financement, livraison ...)